# Eau-de-vie d'alisier
 (octobre 2021).
L'eau-de-vie d'alisier, ou simplement alisier, est une eau-de-vie fabriquée à partir du fruit de l'alisier torminal. Ce schnaps a une degré d'alcool d'environ 45 % en volume, est produit en Alsace et y est connu par les connaisseurs comme une spécialité. Son goût plutôt acidulé rappelle celui du prunellier ou du schnaps à base de pin cembro suisse,. En Autriche, l'Alisier trouve un équivalent dans le Oadlatzbeerlschnaps (schnapps Adlitzbeeren).